# Plectranthus esculentus
Plectranthus esculentus är en kransblommig växtart som beskrevs av Nicholas Edward Brown. Plectranthus esculentus ingår i släktet malbuskar, och familjen kransblommiga växter. Inga underarter finns listade i Catalogue of Life.